# قریه تبنه
قریۀ تبنه (به عربی: قریة تبنة) یک منطقهٔ مسکونی در سوریه است که در شهرستان الصمنین استان درعای سوریه واقع شده‌است.

## خصوصیات
قریة تبنة ۱٬۲۷۲ نفر جمعیت دارد و ۶۵۰ متر بالاتر از سطح دریا واقع شده‌است.